# Warner’s Grant
Warner’s Grant ist ein Unincorporated Gore im Essex County im US-Bundesstaat Vermont. Es hatte bei der letzten Volkszählung im Jahr 2020 keine Einwohner und war auch zuvor nie besiedelt worden. Die Verwaltung erfolgt durch das Unified Towns & Gores of Essex County. Es ist Teil der Berlin Micropolitan Statistical Area.

## Geografie

### Geografische Lage
Warner’s Grant liegt im Nordwesten des Essex Countys, nahe der südlichen Grenze zu Kanada. Mehrere kleine Bäche durchfließen das Gebiet. Es gibt keinen See auf dem Gebiet des Gores. Die Oberfläche ist hügelig.

### Nachbargemeinden
Alle Entfernungen sind als Luftlinien zwischen den offiziellen Koordinaten der Orte aus der Volkszählung 2010 angegeben.
- Norden: Norton, 12,2 km
- Osten: Warren Gore, 4,1 km
- Südwesten: Morgan, 3,2 km
- Nordwesten: Holland, 8,3 km

### Klima
Die mittlere Durchschnittstemperatur in Warner’s Grant liegt zwischen −11,7 °C (11 °Fahrenheit) im Januar und 18,3 °C (65 °Fahrenheit) im Juli. Damit ist der Ort gegenüber dem langjährigen Mittel der USA um etwa 9 Grad kühler. Die Schneefälle zwischen Mitte Oktober und Mitte Mai liegen mit mehr als zwei Metern etwa doppelt so hoch wie die mittlere Schneehöhe in den USA. Die tägliche Sonnenscheindauer liegt am unteren Rand des Wertespektrums der USA, zwischen September und Mitte Dezember sogar deutlich darunter.

## Geschichte
Warner’s Grant wurde am 29. November 1791 ausgesprochen. Das Gebiet im Essex County wurde an Hester Warner ohne weitere Bedingungen vergeben. Der Grant umfasste 2000 Acre (810 Hektar) Land, welches jedoch unzugänglich und unerschlossen war und ist. Hester Warner war die Witwe von Seth Warner, einem Colonel im Amerikanischen Unabhängigkeitskrieg, der zuvor als Captain den Green Mountain Boys angehörte. Er starb als verdienter Offizier und hinterließ eine Witwe und drei Kinder. Die Witwe Hester Warner stellte eine Petition an die Legislative von Vermont, mit der Bitte um einen Grant zur Unterstützung für ihre Kinder und sich. Dem wurde entsprochen, ihr wurde ein Grant in der Größe von 2000 Arcre zugesprochen, jedoch dauerte es drei Jahre, bis ein noch freies Stück Land in der Größe von 2000 gefunden war und dieses offiziell vermessen und ihr zugesprochen werden konnte.

## Wirtschaft und Infrastruktur

### Verkehr
Nur die Island Pond Road aus Morgan führt auf das Gebiet von Warner’s Grant. Es gibt keine weiteren Straßen.
Es gibt keine weitere Infrastruktur auf dem Gebiet von Warner’s Gore.